# Ямполь (город)
Я́мполь (пол. Jampol, укр. Ямпіль) — город в Винницкой области Украины. Входит в Могилёв-Подольский район. До 2020 года был административным центром упразднённого Ямпольского района.

## Географическое положение
Находится на левом берегу Днестра, при впадении в него реки Русава.

## История
Поселение известно с XVI века.
Удар его процветанию был нанесён в 1651 г. неожиданным нападением брацлавского воеводы Станислава Лянцкорунского, который разграбил и разрушил город и перебил до 1 000 жит.; с тех пор Ямполь долго находился в полном запустении. В начале XVIII века новые владельцы города, Потоцкие, старались восстановить его и устроили в нём пристань и складочные места для товаров, доставляемых по Днестру с Чёрного моря.

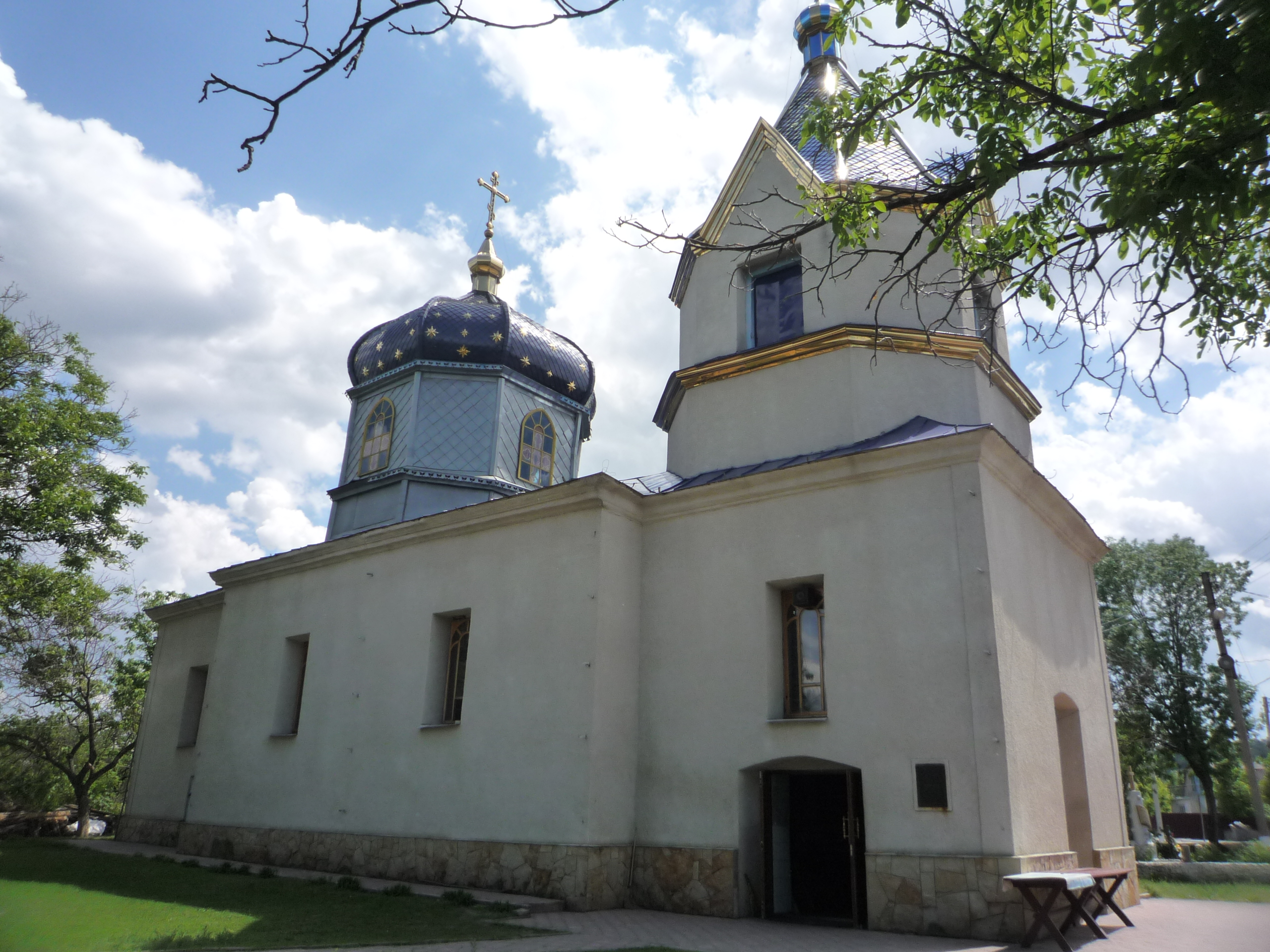
Николаевская церковь (1770 год)

После второго раздела Речи Посполитой в 1793 году Ямполь вошёл в состав Российской империи. В 1795 году он был назначен уездным городом Ямпольского уезда Подольской губернии. В 1798 году присутственные места были переведены в местечко Цекиновку, но в 1804 г. возвращены в Ямполь.
В 1896 году Ямполь был одним из беднейших уездных городов Подольской губернии, похожим на большое село, с немощёными улицами и обширными площадями, обставленными рядом жалких домиков и бесконечными заборами и плетнями; в городе не было ни одной гостиницы, ни одного ресторана. 910 усадьб, 6 135 жит. (3078 мжч. и 3057 жнщ.); православных — 4 134, католиков — 205, лютеран — 1, евреев — 1 795; мещан — 3 878, крестьян — 1 737, отставных военных — 237, дворян — 168, купцов — 35, иностранцев — 26, почётных граждан — 17, духовных — 11, разночинцев — 26. 2 православные церкви и 1 католическая; 4 синагоги (все эти здания каменные), 255 каменных и 962 деревянных дома, 70 каменных и 365 деревянных нежилых построек, крытых по большей части деревом или соломой, редко черепицей. Торговля и промышленность незначительны; большая часть населения занимается земледелием, виноградарством, ремёслами, мелочной торговлей, судоходством, работами на пристани. Заводов и фабрик — 9. 43 виноградника. Больниц — 2 на 22 кров., 4 врача и 1 аптека. Городское двухклассное училище. Пристань на Днестре устроена только для загрузки и разгрузки дров.
В середине 1917 года в Ямполе возникла организация РСДРП(б), в феврале 1918 года здесь была установлена Советская власть, однако вслед за этим его оккупировали австро-немецкие войска.
В середине августа 1918 года Ямполь стал центром вооружённого восстания против австро-немецких оккупантов и их пособников.
В 1924 году Ямполь стал посёлком городского типа. Также в феврале 1924 года Ямполь стал местом дислокации 21-го пограничного отряда.
В ходе Великой Отечественной войны Ямполь с 17 июля 1941 до 17 марта 1944 года был оккупирован наступавшими немецко-румынскими войсками (входил в состав «Транснистрии»).
В 1957 году здесь действовали плодоконсервный завод, маслодельный завод, две средние школы, Дом культуры, две библиотеки и одна из двух МТС района.
В 1977 году здесь действовали консервный завод, маслозавод, завод продовольственных товаров и комбикормовый завод.
В начале 1985 года численность населения составляла 11 тыс. человек, здесь действовали маслодельный завод, хлебный завод, консервный завод, комбикормовый завод, завод продтоваров, райсельхозтехника, райсельхозхимия, комбинат бытового обслуживания, четыре общеобразовательные школы, музыкальная школа, спортивная школа, больница, Дом культуры, кинотеатр и две библиотеки.
24 августа 1985 года Ямполь получил статус города.
В январе 1989 года численность населения составляла 11 937 человек, основой экономики в это время являлись предприятия пищевой промышленности.
После провозглашения независимости Украины город оказался на границе с Молдавией, здесь был оборудован пункт перехода, который находится в зоне ответственности Могилёв-Подольского пограничного отряда Южного регионального управления ГПСУ.
В марте 1995 года Верховная Рада Украины внесла находившиеся в городе хлебоприёмное предприятие и совхоз им. Суворова в перечень предприятий и организаций, приватизация которых запрещена в связи с их общегосударственным значением, в мае 1995 года Кабинет министров Украины утвердил решение о приватизации находившихся в городе приборостроительного завода, карьероуправления, АТП-10551, консервного завода, райсельхозтехники и райсельхозхимии.

## Население
По состоянию на 1 января 2013 года численность населения составляла 11 300 человек.

### Языковой состав
Во время переписи 2001 года 96,07 % населения города указали украинский язык родным, 3,10 % — русский, 0,83 % — другие языки.

## Современное состояние
В 2014 году здесь действовали приборостроительный завод, маслосырзавод, гимназия, две общеобразовательные школы, спортивная школа, музыкальная школа, 4 детских сада, Дом культуры, дом детско-юношеского творчества, два музея, кинотеатр, стадион «Колос» и две спортплощадки.

## Транспорт
Ямполь находится в 51 км от ближайшей железнодорожной станции Могилёв-Подольский Юго-Западной железной дороги.
Паромная переправа Ямполь — Косэуць. Планируется строительство погранично-мостового перехода через Днестр «Ямполь — Косэуць».

## Религия
В городе действует Свято-Николаевский храм Ямпольского благочиния Могилёв-Подольской епархии Украинской православной церкви.